# Labukta
Labukta est une localité du comté de Troms, en Norvège.

## Géographie
Administrativement, Labukta fait partie de la kommune de Balsfjord.